# جون لوندفيك
جون لوندفيك (بالسويدية John Lundvik) (المولود في لندن في 27 يناير / كانون الثاني 1983) مغني ومؤلف أغاني سويدي يمثل السويد في مسابقة الأغنية الأوروبية (اليوروفيجن) في عام 2019 بأغنية Too Late for Love بعد فوزه بـ مهرجان الاغنية السويدية المعروف بالـ Melodifestivalen. وكان حاول تمثيل السويد عام 2018 بأغنية My Turn لال أنه حل ثالثا ولم يحالفه الحظ.
ولد جون هاسيم لوندفيك في لندن، وقامت عائلة لوندفيك بتبنيه بعمر الأسبوع بعد أن تخلت أمه الطبيعية عنه. وجون لوندفيك لا يعرف والديه الطبيغيين قط. ترعرع لوندفيك في السويد حيث مارس الرياضة مع نادي فاكسيو (IFK Växjö) في رياضة الركض.
كانت انطلاقته الموسيقية حين ألّف مع Jörgen Elofsson أغنية When You Tell the World You're Mine بمناسبة زواج الأميرة فيكتوريا السويدية من دانيل ويستلينغ عام 2010. بالإضافة إلى الغناء، فهو مؤلف أغاني وكاتب أغنية Bigger than Us من أداء المغني الإنكليزي مايكل رايس الذي يمثل المملكة المتحدة في مسابقة الأغنية الأوروبية (اليوروفيجن) عام 2019.

## الأغاني
- 2015: Friday Saturday Sunday
- 2016: Love Your Body
- 2016: All About the Games
- 2017: With You
- 2018: My Turn
- 2019: Too Late for Love

الأغاني من تأليفه
- 2010: When You Tell the World You're Mine
- 2019: Bigger Than Us

## وصلات خارجية
- جون لوندفيك على موقع IMDb (الإنجليزية)
- جون لوندفيك على موقع روتن توميتوز (الإنجليزية)
- جون لوندفيك على موقع ميوزك برينز (الإنجليزية)
- جون لوندفيك على موقع قاعدة بيانات الأفلام السويدية (السويدية)
- جون لوندفيك على موقع أول ميوزيك (الإنجليزية)
- جون لوندفيك على موقع ديسكوغز (الإنجليزية)
- جون لوندفيك على موقع قاعدة بيانات الفيلم (الإنجليزية)
- جون لوندفيك على موقع الاتحاد الدولي لألعاب القوى (الإنجليزية)

- الموقع الرسمي